# Condado de Delaware (Indiana)
O Condado de Delaware é um dos 92 condados do estado americano de Indiana. A sede do condado é Muncie, e sua maior cidade é Muncie. O condado possui uma área de 1 025 km² (dos quais 7 km² estão cobertos por água), uma população de 118 769 habitantes, e uma densidade populacional de 117 hab/km² (segundo o censo nacional de 2000). O condado foi fundado em 1827.